# Stazione di Lüen-Castiel
La stazione di Lüen-Castiel, gestita dalla Ferrovia Retica è posta sulla linea Coira-Arosa.
Serve i centri abitati di Lüen e di Castiel, nel cantone svizzero dei Grigioni.

## Storia
La stazione entrò in funzione nel 1914 insieme alla linea Coira-Arosa.